# Joseph Charlemagne Dameron
Joseph Charlemagne Dameron est un homme politique français né le 28 janvier 1758 à Donzy (Nièvre) et mort le 10 novembre 1798 à Paris.

## Biographie
Homme de loi à La Charité-sur-Loire au moment de la Révolution, il est président du tribunal de district en 1790, puis député de la Nièvre de 1791 à 1795. Il vote la mort de Louis XVI. Il est commissaire du Directoire dans la Nièvre après 1795, puis juge au tribunal de Cassation.

## Sources
- « Joseph Charlemagne Dameron », dans Adolphe Robert et Gaston Cougny, Dictionnaire des parlementaires français, Edgar Bourloton, 1889-1891 [détail de l’édition]